# Matthew Richards
Matthew Richards (ur. 17 grudnia 2002 w Worcester) – brytyjski pływak specjalizujący się w stylu dowolnym, dwukrotny mistrz olimpijski w sztafecie 4 × 200 m stylem dowolnym, mistrz świata i Europy.

## Kariera
W maju 2021 roku na mistrzostwach Europy w Budapeszcie płynął w wyścigu eliminacyjnym sztafet mieszanych 4 × 100 m stylem dowolnym i otrzymał złoty medal, kiedy Brytyjczycy zwyciężyli w finale. W kraulowych sztafetach mężczyzn 4 × 100 i 4 × 200 m zdobył srebrne medale.
Trzy miesiące później podczas igrzysk olimpijskich w Tokio wraz z Thomasem Deanem, Jamesem Guyem i Duncanem Scottem zwyciężył w wyścigu sztafet 4 × 200 m stylem dowolnym. Brytyjczycy czasem 6:58,58 ustanowili nowy rekord Europy, słabszy od rekordu świata o zaledwie 0,03 s. Richards płynął również na pierwszej zmianie sztafety 4 × 100 m stylem dowolnym, gdzie uzyskał czas 48,23. Reprezentanci Wielkiej Brytanii zostali jednak sklasyfikowani na dziewiątej pozycji i nie uzyskali awansu do finału.